# Лихтенштајн (Саксонија)
Лихтенштајн (њем. Lichtenstein/Sa.) град је у њемачкој савезној држави Саксонија. Једно је од 33 општинска средишта округа Цвикау. Према процјени из 2010. у граду је живјело 13.017 становника. Посједује регионалну шифру (AGS) 14524160.

## Географски и демографски подаци
Лихтенштајн се налази у савезној држави Саксонија у округу Цвикау. Град се налази на надморској висини од 336 метара. Површина општине износи 15,5 km². У самом граду је, према процјени из 2010. године, живјело 13.017 становника. Просјечна густина становништва износи 841 становника/km².